# Am Rande der Welt (1927)
Am Rande der Welt ist ein deutscher Antikriegs-Stummfilm aus dem Jahre 1927 von Karl Grune mit Albert Steinrück, Brigitte Helm und Wilhelm Dieterle in den Hauptrollen.

## Handlung

### Erster Akt
Der Film beginnt mit einem rotierenden Globus und will damit symbolisieren, dass die folgende Geschichte an jedem Ort dieser Welt spielen könne. In einer Mühle nahe der Grenze zum verfeindeten Nachbarland führt ein Müller mit seinen zwei Söhnen und seiner Tochter Magda ein einfaches aber zufriedenes Leben. Eines Tages kommt ein Fremder auf der Suche nach Arbeit. Der Müller bietet ihm Unterkunft und eine Stellung als Geselle. Magda zeigt ihm sein Zimmer. Ein weiterer Fremder kommt herbei. Er trägt einen Bauchladen mit sich und gibt sich als Hausierer und Trödler aus. Er klopft an der Tür des Gesellen. Dieser wirkt verängstigt, so als verfolge man ihn und öffnet seine Zimmertür nur zögernd. Beide Männer scheinen sich zu kennen. Der Hausierer, ganz offensichtlich ein feindlicher Spion, übergibt dem neuen Müllerburschen, einem von ihm bezahlten Landesverräter, Anweisungen.
Am Abend versammelt sich die Müllerfamilie in der Stube und überlegt, wie sie das anstehende Fest zu dem dreihundertjährigen Bestehen der Mühle gestalten will. Johannes, des Müllers Erstgeborener, und dessen Frau erwarten ein Kind. Der neue Mühlengehilfe sucht die Nähe zu Magda und tanzt mit ihr, während der unheimliche Hausierer diese durch ein Guckloch beobachtet. Dieser Trödler besitzt ganz offensichtlich Macht über den anderen Mann. Er macht Druck und warnt diesen davor, sich mit der Müllerfamilie anzufreunden, denn schließlich habe man hier eine Aufgabe von strategischer Bedeutung zu erledigen. Des Gesellen Aufgabe wird die Verlegung einer geheimen Telefonleitung, mit der man im Kriegsfalle augenblicklich Nachrichten vom Feindesland an die Heimat durchgeben könne. Nachts macht sich der gedungene Verräter im Keller an die Arbeit und verlegt die Leitung.

### Zweiter Akt
Der 300. Jahrestag der Mühlengründung wird in ganz großem Stil gefeiert, mit Kirmes und Karussell, Schiffschaukel und einer Vorführung „Die Dame ohne Kopf“. Man macht sich schick, Johannes ist bis zuletzt dabei, eine Wiege für das Ungeborene zu zimmern. Magdas spionierender Verehrer will ihr auf dem Rummel als Zeichen seiner Liebe eine Halskette schenken, wird aber von ihr zurückgewiesen. Dann nähern sich fremde Reiter der Mühle. Der Hausierer fängt sie ab und gibt seine wahre Funktion, im Auftrage des Kriegsministeriums zu handeln, zu erkennen. Ein Krieg ist ausgebrochen, und die Menschen entlang der Grenze werden mobilisiert. Das Mühlenfest wird durch diese Nachricht jäh unterbrochen. Bedrückt geht jeder nach Haus oder eilt zu den Waffen. Lediglich Müllersohn Michael ist in seinem naiven Patriotismus freudig begeistert und stimmt auf der Fiedel ein Lied an. Der stilisierte Tod bläst begeistert ins Horn und man sieht, wie, wabernden Geisterschatten gleich, die Soldaten in wildem Sturm über Felder und Hügel jagen.

### Dritter Akt
Der spionierende Müllerbursche erhält vom „Trödler“ aus Feindesland die Aufgabe, ein Signal zu setzen, sobald die zum Rückzug befohlenen Landesverteidiger die Mühle besetzen. Als dieser Skrupel zeigt, setzt ihn der Trödler massiv unter Druck und droht ihm. Die eigenen Soldaten ziehen wieder ab und feindliche Soldaten stürmen heran und besetzen die Mühle. Michael will sich dem Feind widersetzen und legt sich mit dem kommandierenden Offizier, einem Leutnant, an. Daraufhin wird er augenblicklich abgeführt und soll vor ein Kriegsgericht gestellt werden. Sein vom Hauptmann gewünschtes Todesurteil ist nur eine Formsache und soll am folgenden Tag vollstreckt werden. Der Hauptmann der feindlichen Soldateska wanzt sich währenddessen an Magda heran. Der Gesellenspion gibt daraufhin Zeichen an die feindlichen Truppen, die nunmehr in Richtung Mühle feuern und damit den Gegner gefährden. So lässt auch der fette Hauptmann seine Finger von Magda, und das Mädchen ist nunmehr erst einmal sicher vor ihm.

### Vierter Akt
Wenig später ordnet der Hauptmann an, dass Michael jetzt endlich erschossen werden soll. Magda kann zu ihm vordringen und fleht um das Leben ihres Bruders. Erneut wittert der schmierige Hauptmann seine Chance, bei Magda landen zu können. „Sie können Ihren Bruder retten“ bietet der Offizier eindeutig zweideutig an. Angewidert läuft Magda davon, gefolgt von dem jungen Leutnant, der Michael in der Mühle verhaftet hatte. Der bietet ihr ebenfalls Hilfe an, aber ohne Hintergedanken. Magda kann diesen Worten längst nicht mehr glauben und reißt sich von ihm fort. In der Mühle macht der heimische Spion in fremden Diensten Magda erneut ein Liebesgeständnis und bietet ihr sogar an, seine Auftraggeber, die feindlichen Soldaten, zu verraten. Angewidert von seiner offensichtlich sehr rasch wechselnden Loyalität lässt sie ihn stehen und geht schnell fort. Der Versuch des Leutnants, sich bei seinem Vorgesetzten für Michael zu verwenden, fruchtet nicht. Er geht zu Magda und verspricht ihr, Michael auf eigene Faust zu retten. Als er gerade Magda küssen will, tritt der alte Müller ein, der sehr verzweifelt wirkt.

### Fünfter Akt
Der Winter ist über Nacht eingekehrt, und dem Hauptmann wird gemeldet, dass der Gefangene entflohen sei. Der Leutnant habe zuvor die Wache mit einer Order fortgeschickt. Indes gibt der Spion mit dem Stillstand der Mühlräder anderen Soldaten ein geheimes Signal, und die Mühle wird von diesen unter Beschuss gesetzt. Daraufhin entscheiden die feindlichen Besatzer, dass die Mühle noch heute abzufackeln sei. Michael steht plötzlich vor seinem Vater, in fremder Uniform. Er hat vom Leutnant, der sich in Magda verliebt hat und damit auf Gegenliebe stößt, diese Feindesuniform erhalten, mit der er gefahrlos durch die feindlichen Reihen kommt. Der Leutnant rät Magda, die zivilen Kleider Michaels zu verstecken, um seine Spur zu verwischen. Sie geht mit ihrer neuen Liebe in den Mühlenkeller, nicht wissend, dass dort der rückgratlose Spion untergekrochen ist. Man versteckt dort Michaels Klamotten und wird dabei vom Spion beobachtet. Der Leutnant und Magda gestehen sich ihre Liebe. Wenn der Krieg erst einmal vorbei sei, sei niemand mehr jemandes Feind, und er werde zu ihr in friedlicher Absicht zurückkehren.

### Sechster Akt
Der Hauptmann will, ehe er wie geplant die Mühle in Brand steckt, selbige noch einmal von oben nach dem geflohenen Michael durchkämmen. Als man die Klappe zum Keller öffnet, werden Magda und ihr Leutnant gerade bei Turteln gestört. Rechtzeitig gelingt es Magda, sich zu verbergen. Als die geheime Telefonleitung entdeckt wird, glaubt der Hauptmann sofort, dass sein undurchsichtiger Leutnant damit geheime Nachrichten an den Feind weitergegeben hat. Er überlässt diesem seinen Revolver, damit er sich selbst richte. Oben in der Mühle lassen sich der Müller und Johannes nur äußerst widerwillig ins Freie führen, denn in fünf Minuten soll die Mühle abgefackelt werden. Im Keller gefangen, macht der Leutnant Magda wilde Vorwürfe wegen der Telefonleitung, von der er glaubt, dass diese einer der Müller-Familienmitglieder angelegt haben könne. Sie denkt rasch nach und erwidert, dass dies der neu eingestellte Geselle gemacht haben müsse.
Nach oben können beide nicht mehr entfliehen, denn die Mühle beginnt bereits zu brennen und der Kellerzugang ist versperrt. Halb wahnsinnig vor Angst, kriecht nun auch der Spion aus seinem Mauseloch und gibt alles zu. Daraufhin kommt es zu einem heftigen Zweikampf zwischen den beiden Männern. Der Spion schreit wie von Sinnen und fordert, die am Kellerfenster herbeieilenden, feindlichen Soldaten auf, ihn zu töten. Daraufhin schießen sie ihn nieder. Anschließend werden Magda und ihr Leutnant aus dem verrauchten, brennenden Kellerloch ins Freie gezogen. Jetzt ist die Mühle ein einziges Flammenmeer. Dem Müller und Johannes ist es gelungen, im letzten Moment die bereits in den Wehen liegende, hochschwangere Frau Johannes‘ ins Freie zu retten. Mit Stroh wird ihr ein notdürftiges Lager bereitet. Und während bei den abgebrannten Müllers ein kurzer Moment des Friedens eingekehrt ist, tobt der Krieg zwischen beiden Seiten in unverminderter Härte weiter. Mit dem Blick auf sein niedergebranntes Mühlengerippe sagt der alte Müller. „Vergib ihnen, Herr, denn sie wissen nicht, was sie tun!“.

## Produktionsnotizen und Wissenswertes
Am Rande der Welt entstand im Januar bis März 1927 in den UFA-Ateliers. Der Sechsakter mit einer Länge von 2635 Meter passierte am 30. April 1927 die Filmzensur und wurde für die Jugend freigegeben. Da die UFA aber bei Drehende im März 1927 in die Hände des erzkonservativen Großindustriellen Alfred Hugenberg geraten war, ordnete man innerhalb des Konzerns einen radikalen Umschnitt an, sodass diese Fassung mit einer Länge von 2429 am 18. August 1927 erneut die Filmzensur passieren musste. Gegen diese in seinen Augen verstümmelte und die pazifistische Botschaft ad absurdum führende Version protestierte Regisseur Grune in einem offenen Brief in der Weltbühne. Hierin beschuldigte Grune die UFA, Schnitte „gesinnungsmäßiger und künstlerischer Natur“ vorgenommen zu haben. Als sein Einspruch kein Erfolg zeigte, klagte er vor Gericht auf Nichterwähnung seines Namens im Vorspann und in der Filmwerbung. Auch die pazifistische Schlussbotschaft von Grunes ursprünglicher Version, in der der alte Müller zum Frieden zwischen den Völkern aufruft und auf das Baby von Johannes und dessen Frau mit den Worten „er soll Zimmermann werden und neue Mühlen bauen“ verweist, fiel der Schere zum Opfer. Die Uraufführung des Films erfolgte am 19. September 1927 im Berliner Gloria-Palast.
Die Bauten und Kostüme stammen von Robert Neppach. Harry Froboess zeichnete für die Stunts verantwortlich. Die häufig in der Besetzungsliste genannten Schauspieler Fee (Felicitas) Malten und Georg John konnten in der vorliegenden Fassung nicht ausgemacht werden. Malten wird oftmals der Part der Frau des Müllers zugeordnet, doch ist dies völlig ausgeschlossen, da sie zur Drehzeit gerade einmal 15 Jahre alt war (Steinrück, ihr angeblicher Filmgatte, war knapp 55).
Der Filmtitel bezieht sich auf einen an der Mühle angebrachten Sinnspruch:
- Ich steh’ verloren
- am Rande der Welt
- Ich mahl’ dein Korn,
- Du pflüg’ dein Feld

## Kritik
Heinrich Fraenkels "Unsterblicher Film" nannte Am Rande der Welt einen „stark symbolisierten Kriegsfilm“.